# Sana (grad)
Sana je glavni grad države Jemen i istoimene muhafaze, iako sam grad ne pripada toj muhafazi već samostalnoj upravnoj jedinici Amanat al-Asema. Naziv Sana'a na sabejskom jeziku znači "utvrda" jer je osnovan kao Sabejska utvrda u 6. stoljeću pr. Kr.
Leži u srednjem dijelu države, 320 km sjeverno od Adenskog zaljeva i oko 150 km istočno od obale Crvenog mora, na visini od 2830 metara i jedna je od najviših prijestolnica na svijetu. Sam grad je jedan od najstarijih kontinuirano naseljenih mjesta na svijetu i njegovo povijesno središte s raskošnim jemenskim stambenim "neboderima" je upisano na UNESCO-ov popis mjesta svjetske baštine u Aziji i Oceaniji 1986. godine.
Sastoji se od upravnog, trgovačkog i rezidencijalnog dijela.Tu se nalaze predionice pamuka, tvornica municije; razvijena je obradba zlata, srebra i dragog kamenja.
Sana se ubraja u značajna arapska kulturna središta s islamskim sveučilištem, a 2004. godine je bila arapski glavni grad kulture.
Sana je cestom povezana s lukom Hodeida na Crvenom moru, a njezina zračna luka je glavna jemenska internacionalna zračna luka.

## Povijest
Prema predaji grad je osnovao Šem, jedan od Noinih sinova, i u Bibliji se spominje kao Azal. Najstariji arheološki nalazi ga datiraju u 6. stoljeće pr. Kr., kada su ovim područjem vladali Sabejci. Najraniji spomen grada su natpisi iz 1. stoljeća u kojima se spominje kako je Sana bila prijestolnica Kraljevine Himjar, sve do 520. godine. U 6. stoljeću je kratko bio vazal Aksumskog carstva u Etiopiji, a bizantski car Justinijan I. je u njoj dao podići baziliku koja je bila najveća južno od Sredozemlja. 
Prema predaji 628. godine, sam Muhamed je dao instrukcije kako da se izgradi džamija u Sani. Isprva je Sana bila upravno središte sva tri jemeska makalifata (Sana, al-Džanad i Hadramaut), do njihova osamostaljenja. U 12. stoljeću Sanom je zavladala egipatska dinastija kurdskog podrijetla, Ajubidi. Gradom je vladao imam koji je imao i vjersku i sekularnu vlast, a čija je titula bila nasljedna. No 1517. godine Jemen osvajaju mameluci koji ukidaju domaću dinastiju. Tijekom prvog razdoblja osmanske vlasti (1538. – 1635.) Sana je postala prijestolnicom vilajeta, što je ponovno postala u drugom razdoblju (1872. – 1918.). Od 1918. godine Sana je prijestolnica Sjevernog Jemena kojim je vladao Imam Jahja.
Na početku revolucije 1962. godine, kojom je ukinuta imamska vlast, Sana je postala prijestolnicom Arapske Republike Jemen, a od 1990. godine kada se ova ujedinila s Demokratskom Narodnom Republikom Jemen, i prijestolnicom cijelog Jemena.
God. 2008. dovršena je Salehova džamija koja može primiti 40.000 vjernika. U vrijeme kada je dovršavana često su je kritizirali kao preraskošnu i preskupu u odnosu na opću siromašnost stanovnika Jemena.

## Znamenitosti
Stari grad Sane je naseljen posljednjih 2500 godina i u njemu se nalaze biseri jemenske arhitekture, zbog čega je proglašena za svjetsku baštinu. Stari grad okružuju zidine visine od 9 do 14 metara i unutra se nalazi više od 100 džamija, 12 hamama (kupatila) i 6500 stambenih višekatnica koje svojim ravnim krovovima nalikuju neboderima. One su ukrašene raskošnim frizovima i pleterskim okvirovima prozora s vitrajima. Neke od građevina su starije od 1400 godina, poput Samsarha i Velike džamije Jami' al-Kabir (7. st.), a najznamenitiji trg s više "nebodera" je Suq al-Milh ("Tržnica solju"). Bāb al-Yaman ("Jemenska vrata") su najpoznatiji ulaz kroz gradske zidine koji je star oko 1000 godina.
Trgovačko središte Sane je četvrt Al Madina koja se ubrzano razvija i pored tri parka, predsjedničke palače i tri hotela u njoj se nalaze i brojni restorani i trgovine.
- Stara Sana
- Panorama starog grada
- Stare višekatnice
- Muzej u Sanai
- Sveučilište u Sanai
- Salehova džamija

## Stanovništvo
Sana je najbrže rastuća prijestolnica na svijetu s godišnjim porastom populacije od 7 %, dok cijeli Jemen ima porast populacije od 3,2 %. Razlog ove pojave je uglavnom imigracija seoskog stanovništva u grad u potrazi za poslom.  Ako ovakav trend potraje Sana će udvostručiti broj stanovnika u sljedećih 10 godina.
| godina | broj stanovnika |
| ------ | --------------- |
| 1911.  | 20.000          |
| 1921.  | 23.000          |
| 1931.  | 25.000          |
| 1940.  | 80.000          |
| 1963.  | 100.000         |
| 1965.  | 110.000         |

| godina | broj stanovnika |
| ------ | --------------- |
| 1975.  | 134.600         |
| 1981.  | 280.000         |
| 1986.  | 427.505         |
| 1994.  | 954.448         |
| 2001.  | 1.590.624       |
| 2005.  | 1.937.451       |

## Gradovi prijatelji
Sana ima ugovore o partnerstvu sa sljedećim gradovima:
- Ankara, Turska
- Dušanbe, Tadžikistan

## Vanjske poveznice
Sestrinski projekti
|  | Zajednički poslužitelj ima još gradiva o temi Sana |